# Glypta acares
Glypta acares är en stekelart som beskrevs av Setsuya Momoi 1965. Glypta acares ingår i släktet Glypta och familjen brokparasitsteklar. Inga underarter finns listade i Catalogue of Life.